# Монтилья, Хосе
Хосе Монтилья Агилера (кат. José Montilla Aguilera; род. 15 января 1955, Иснахар, Андалусия) — испанский политический и государственный деятель, президент Женералитета Каталонии (2006—2010).

## Биография
Родился 15 января 1955 года в Иснахаре, Андалусия, Испания. В возрасте шестнадцати лет он вместе с семьёй переехал в Каталонию и поселился в городе Сан-Жоан-Деспи.
Учился в Барселонском университете, где год изучал юриспруденцию, а затем окончил двухлетние курсы по экономике.

## Карьера
В 1978 году вступил в Социалистическую партию Каталонии, а два года спустя стал членом Национального совета партии. В возрасте 25 лет он был назначен заместителем мэра Сан-Жоан-Деспи по местному налогообложению. Затем, с 1985 года по апрель 2004 года, он был мэром Корнелья-де-Льобрегат.
После выборов 2003 года в парламент Каталонии он был назначен министром центрального правительства, а затем стал заседать в национальном парламенте в качестве депутата от района Барселоны с 2004 по 2006 год.
В апреле 2004 года Монтилья был назначен министром промышленности, торговли и туризма Испании. 
На выборах президента Каталонии 1 ноября 2006 годах ни одна партия не получила абсолютного большинства, однако Социалистическая партия снова достигла соглашения с другими партиями о формировании коалиционного правительства во главе с Монтильей. Он официально вступил в должность президента во вторник, 28 ноября 2006 года, став первым за долгое время президентом Каталонии, родившимся за пределами региона.
На выборах 28 ноября 2010 года партия потерпела поражение. После этого он объявил, что не будет баллотироваться на пост первого секретаря партии на следующем съезде, а также не будет возглавлять оппозицию а парламенте.